# Blanche Thebom
Blanche Thebom  (* 19. September 1915 in Monessen, Pennsylvania; † 23. März 2010 in San Francisco) war eine US-amerikanische Opernsängerin (Mezzosopran/Alt), die vor allem als Wagner-Sängerin bekannt war.

## Leben
Thebom war die Tochter schwedischer Einwanderer. Sie wuchs in Canton (Ohio) auf. Als sie in den 1930er Jahren mit ihren Eltern per Schiff Schweden besuchte, entdeckte der Pianist Kosti Vehanen ihre Begabung und vermittelte sie an die Mezzosopranistin Edyth Walker, die ihre wichtigste Lehrerin wurde.
Ihr erstes Konzert gab Thebom im Januar 1941 in New York mit einem Programm mit Werken von Jules Massenet, Georg Friedrich Händel, Modest Petrowitsch Mussorgski und Johannes Brahms.
Thebom debütierte im November 1944 als Opernsängerin in einer Aufführung der Metropolitan Opera in Philadelphia als Brangäne in Tristan und Isolde. Im folgenden Monat sang sie an der Met die Fricka in Die Walküre. Im selben Jahr gab sie ihr Leinwanddebüt in dem Musicalfilm Irish Eyes Are Smiling.
1957 unternahm die Sängerin eine Tournee durch die Sowjetunion, wo sie unter anderem im Bolschoi-Theater die Titelrolle in Carmen gab. Zu Theboms Repertoire gehörten außerdem etwa die Azucena in Verdis Il trovatore oder die Amneris in Aida. Bis 1967 trat sie in mehr als 350 Aufführungen der Met auf. Im selben Jahr wurde sie  künstlerische Leiterin des Atlanta Municipal Theatre. Nach dessen Schließung gründete sie die Southern Regional Opera in Atlanta. Zudem gab sie Konzerte mit der Sopranistin Eleanor Steber.
Ab 1973 lehrte Thebom Gesang an der University of Arkansas. In San Francisco, wo sie zuletzt lebte, gab sie Privatunterricht. Blanche Thebom war mit Richard Metz verheiratet, die Ehe wurde geschieden.